# Køge BK
Maillots
Le Køge BK est un ancien club de football danois basé à Køge.
En 2009, le club fusionne avec le Herfølge BK pour former le HB Køge.

## Historique
- 1927 : fondation du club
- 1976 : 1re participation à une Coupe d'Europe (C1, saison 1976/77)
- 2009 : fusion du club avec le Herfølge BK à cause de difficultés financières.

## Palmarès
- Championnat du Danemark
  - Champion (2) : 1954, 1975

- Coupe du Danemark
  - Finaliste (2) : 1963, 1979

- Championnat du Danemark de deuxième division
  - Champion (4) : 1939, 1960, 1979, 2002